# Impatiens exiguiflora
Impatiens exiguiflora är en balsaminväxtart som beskrevs av Joseph Dalton Hooker. Impatiens exiguiflora ingår i släktet balsaminer, och familjen balsaminväxter. Inga underarter finns listade i Catalogue of Life.